# Грађански демократски форум
Грађански демократски форум (скраћено ГДФ) либерална је политичка странка у Србији.
Странку су 2019. основали бивши чланови Покрета слободних грађана (ПСГ). Позиционирала се као странка која се противи владавини Александра Вучића, али је критиковала и друге опозиционе странке.

## Историја
Када је Саша Јанковић поднео оставку на место председника Покрета слободних грађана, кандидати за његовог наследника били су глумац Сергеј Трифуновић и Александар Оленик. Привремени председник био је Раде Вељановски. Када је Трифуновић победио са 60% гласова, Вељановски, Оленик и још неколико чланова напустили су покрет. Дана 2. марта 2019. формирали су Грађански демократски форум.
У априлу 2019. потписали су споразум о сарадњи са Странком модерне Србије. Заједно су издали саопштење у којем представљају решење за Косово. Њихов став је да Србија треба да размени територије са Косовом и призна његову независност.
У фебруару 2020. странка је формирала „Европски блок” са Странком модерне Србије и Лигом социјалдемократа Војводине. Коалицију је чинила и новоформирана Србија 21, која је учествовала на парламентарним изборима 2020. под називом Уједињена демократска Србија. Није успела да пређе изборни цензус након што је освојила мање од 1% гласова.
До почетка 2021. задржала је блиске везе са политичком странком Заједно за Србију и њеним вођом Небојшом Зеленовићем. Није учествовала на општим изборима 2022. године, већ је уместо тога дала подршку коалицији Морамо.

## Председници Грађанског демократског форума
| Бр. | Председник        | Председник | Рођење—смрт | Почетак мандата  | Завршетак мандата |
| --- | ----------------- | ---------- | ----------- | ---------------- | ----------------- |
| 1   | Александар Оленик |            | 1973—       | 2. март 2019.    | 3. октобар 2020.  |
| 2   | Зоран Вулетић     |            | 1970—       | 3. октобар 2020. | на дужности       |

## Резултати на изборима

### Парламентарни избори
| Година | Вођа              | # гласова        | % од важећих     | # посланика | Промена | Коалиција | Влада            |
| ------ | ----------------- | ---------------- | ---------------- | ----------- | ------- | --------- | ---------------- |
| 2020.  | Александар Оленик | 30.591           | 0,95%            | 0 / 250     | 0       | УДС       | ванпарламентарна |
| 2022.  | Зоран Вулетић     | није учествовала | није учествовала | 0 / 250     | 0       |           | ванпарламентарна |

### Избори за одборнике Скупштине града Београда
| Година | Вођа              | # гласова                                | % од важећих гласова                     | # посланика | Промена | Влада            |
| ------ | ----------------- | ---------------------------------------- | ---------------------------------------- | ----------- | ------- | ---------------- |
| 2019.  | Александар Оленик | одвојила се од Покрета слободних грађана | одвојила се од Покрета слободних грађана | 6 / 110     | 6       | опозиција        |
| 2022.  | Зоран Вулетић     | није учествовала                         | није учествовала                         | 0 / 110     | 6       | ванпарламентарна |

### Председнички избори
| Година | # | Кандидат         | 1. круг — гласови | % | 2. круг — гласови | % | Изабран(а) | Напомене |
| ------ | - | ---------------- | ----------------- | - | ----------------- | - | ---------- | -------- |
| 2022.  |   | Биљана Стојковић |                   |   |                   |   |            | подршка  |